# Хаббаб ибн аль-Аратт
Абу Яхья Хабба́б ибн аль-Ара́тт ат-Тамими (араб. خبّاب بن الأرت‎; ум. в 658) — сподвижник пророка Мухаммеда. Носил куньи Абу Яхья, Абу Абдуллах, Абу Мухаммад или Абу Абд-Раббихи.

## Биография
Происходил из племени Бану Тамим. С малых лет попал в плен, был привезён в Мекку. Был рабом Умм Анмар из племени Хузаа.
В возрасте 15 лет Хаббаб принял ислам. Он был шестым человеком, принявшим ислам и одним из первых мусульман, подвергшихся пыткам со стороны его хозяйки и других мекканских многобожников. Положение Хаббаба осложнялось тем, что он, как и Сухайб ар-Руми, Билал ибн Рабах, Аммар ибн Ясир, Сумайя бинт Хайят, не был мекканцем и не находился под покровительством какой-либо мекканской семьи или клана. Все они подверглись различного рода мучительным пыткам за свою веру, но не отреклись от неё. К телу Хаббаба прикладывали раскалённые камни и железо, но он проявил особую стойкость и отказался отречься от ислама. Тело Хаббаба было обезображено пытками.
В 622 году Хаббаб, вместе с другими мусульманами совершил переселение (хиджру) из Мекки в Медину. Там он участвовал в укреплении мусульманской общины. В период правления халифов Абу Бакра и Умара, участвовал в войнах с врагами Халифата. Умер в 658 году в возрасте 63 лет.